# Yssac-la-Tourette
 Yssac-la-Tourette  là một xã ở tỉnh Puy-de-Dôme trong vùng Auvergne-Rhône-Alpes miền trung nước Pháp.